# Progressione del record italiano della staffetta 4×400 metri femminile
La voce seguente illustra la progressione del record italiano della staffetta 4×400 metri femminile di atletica leggera.
Il primo record italiano femminile di questa disciplina venne ratificato il 19 settembre 1969.

## Progressione
| Tempo   | Squadra           | Atlete                                                                                  | Luogo             | Data              | Note |
| ------- | ----------------- | --------------------------------------------------------------------------------------- | ----------------- | ----------------- | ---- |
| 3'42"3  | Squadra nazionale | Maria Bruni Armida Guzzetti-Giumanini Silvana Zangirolami Donata Govoni                 | Atene             | 19 settembre 1969 | m    |
| 3'41"8  | Squadra nazionale | Alessandra Orselli Daniela Taioli Silvana Zangirolami Donata Govoni-Sandrini            | Formia            | 14 luglio 1971    | m    |
| 3'38"4  | Squadra nazionale | Alessandra Orselli Armida Guzzetti-Giumanini Donata Govoni-Sandrini Silvana Zangirolami | Firenze           | 2 luglio 1972     | m    |
| 3'38"36 | Squadra nazionale | Paola Bolognesi Elena Laiolo Giuseppina Cirulli Erika Rossi                             | Jesolo            | 10 agosto 1977    |      |
| 3'38"23 | Squadra nazionale | Daniela Porcelli Alida Bassignana Mary Carraro Erika Rossi                              | Kouvola           | 11 luglio 1978    |      |
| 3'38"1  | Squadra nazionale | Marina Favaro Rita Bottiglieri Rossana Lombardo Erika Rossi                             | Agrigento         | 5 settembre 1980  | m    |
| 3'34"69 | Squadra nazionale | Cosetta Campana Nevia Pistrino Giuseppina Cirulli Patrizia Lombardo                     | Pescara           | 2 agosto 1981     |      |
| 3'33"53 | Squadra nazionale | Patrizia Lombardo Nevia Pistrino Giuseppina Cirulli Erika Rossi                         | Palermo           | 22 settembre 1981 |      |
| 3'32"60 | Squadra nazionale | Letizia Magenti Cosetta Campana Giuseppina Cirulli Erika Rossi                          | Sittard           | 20 agosto 1983    |      |
| 3'32"55 | Squadra nazionale | Patrizia Lombardo Cosetta Campana Giuseppina Cirulli Erika Rossi                        | Los Angeles       | 10 agosto 1984    |      |
| 3'30"82 | Squadra nazionale | Patrizia Lombardo Cosetta Campana Marisa Masullo Erika Rossi                            | Los Angeles       | 11 agosto 1984    |      |
| 3'29"39 | Squadra nazionale | Francesca Carbone Patrizia Spuri Danielle Perpoli Virna De Angeli                       | Villeneuve-d'Ascq | 25 giugno 1995    |      |
| 3'28"24 | Squadra nazionale | Danielle Perpoli Francesca Carbone Patrizia Spuri Virna De Angeli                       | Monaco di Baviera | 22 giugno 1997    |      |
| 3'26"69 | Squadra nazionale | Danielle Perpoli Patrizia Spuri Francesca Carbone Virna De Angeli                       | Parigi            | 20 giugno 1999    |      |
| 3'25"71 | Squadra nazionale | Chiara Bazzoni Marta Milani Maria Enrica Spacca Libania Grenot                          | Barcellona        | 1º agosto 2010    |      |
| 3'25"16 | Squadra nazionale | Maria Benedicta Chigbolu Maria Enrica Spacca Ayomide Folorunso Libania Grenot           | Rio de Janeiro    | 19 agosto 2016    |      |
| 3'23"86 | Squadra nazionale | Alice Mangione Ayomide Folorunso Alessandra Bonora Giancarla Trevisan                   | Budapest          | 26 agosto 2023    |      |
| 3'23"40 | Squadra nazionale | Ilaria Accame Giancarla Trevisan Anna Polinari Alice Mangione                           | Roma              | 12 giugno 2024    |      |